# 34484 Kubetzko
34484 Kubetzko este o planetă minoră (asteroid), cu un diametru de 3,707 km, din centura de asteroizi. A fost descoperită pe 24 septembrie 2000 la Experimental Test Site⁠(d) de Lincoln Near-Earth Asteroid Research. 
Obiectul prezintă o orbită caracterizată de o semiaxă mare de 2,3844639 UAi, o excentricitate de 0,16, o înclinație de 3,23793 ° în raport cu ecliptica.